# Hockey Club Fribourg-Gottéron 2012-2013
Questa è la rosa della stagione 2012/2013 dell'HC Friborgo-Gottéron.

## Roster
| N. | Naz.                | Ruolo | Nome              |
| -- | ------------------- | ----- | ----------------- |
| 1  | Svizzera (bandiera) | P     | Benjamin Conz     |
| 29 | Svizzera (bandiera) | P     | Simon Rytz        |
| 2  | Svizzera (bandiera) | D     | Marc Abplanalp    |
| 5  | Svizzera (bandiera) | D     | Lukas Gerber      |
| 7  | Svizzera (bandiera) | D     | Olivier Schäublin |
| 8  | Canada (bandiera)   | D     | Joel Kwiatkowski  |
| 44 | Canada (bandiera)   | D     | Shawn Heins       |
| 55 | Svizzera (bandiera) | D     | Romain Loeffel    |
| 61 | Svizzera (bandiera) | D     | Alain Birbaum     |
| 77 | Svizzera (bandiera) | D     | Sebastian Schilt  |
| 82 | Svizzera (bandiera) | D     | Michael Ngoy      |
| 13 | Svizzera (bandiera) | A     | Benjamin Plüss    |
| 15 | Svizzera (bandiera) | A     | Sandro Brügger    |
| 17 | Svizzera (bandiera) | A     | Tristan Vauclair  |
| 20 | Svizzera (bandiera) | A     | Gregory Mauldin   |
| 22 | Svizzera (bandiera) | A     | Simon Gamache     |
| 23 | Svizzera (bandiera) | A     | Jan Cadieux       |
| 26 | Svizzera (bandiera) | A     | Melvin Merola     |
| 27 | Svizzera (bandiera) | A     | Mike Knoepfli     |
| 33 | Russia (bandiera)   | A     | Maxim Sushinsky   |
| 57 | Svizzera (bandiera) | A     | Adam Hasani       |
| 58 | Svizzera (bandiera) | A     | Sandy Jeannin     |
| 86 | Svizzera (bandiera) | A     | Julien Sprunger   |
| 89 | Svizzera (bandiera) | A     | Andrei Bykov      |
| 91 | Svizzera (bandiera) | A     | Cédric Botter     |
|    | Canada (bandiera)   | A     | Christian Dubé    |
|    | Svizzera (bandiera) | A     | Adrien Lauper     |

- Allenatore:  Hans Kossmann
- Ass.Allenatore:  René Matte